# De Tafel van Gert
De Tafel van Gert (De Tafel van Vier tijdens de eerste twee seizoenen) is een talkshow van Play4 die vanaf 5 september 2022 elke weekdag, behalve vrijdag, wordt uitgezonden. Het programma wordt gepresenteerd door Gert Verhulst.
De talkshow volgde Gert Late Night en De Cooke & Verhulst Show op.

## Opzet
De talkshow wordt dagelijks van maandag tot donderdag volledig live uitgezonden vanuit De Zuiderkroon in Antwerpen, met zes tafelgasten. Drie van hen zijn 'tafelspringers', die vaak terugkeren, zoals Erik Van Looy, Jelle Cleymans, Bas Birker en Stijn Baert. De andere drie hebben een hoofdrol gespeeld in de actualiteit van de dag, of hebben er een link mee.

## Afleveringen
Onderstaande tabel toont de uitgezonden afleveringen.
| Seizoen | Uitzending                           | Afleveringen | Aantal |
| ------- | ------------------------------------ | ------------ | ------ |
| 1       | 5 september 2022 - 8 december 2022   | 1 - 56       | 56     |
| 2       | 9 januari 2023 - 22 mei 2023         | 57 - 120     | 64     |
| 3       | 18 september 2023 - 21 december 2023 | 121 - 176    | 56     |
| 4       | 29 januari 2024 - 7 juni 2024        | 177 - 244    | 68     |
| 5       | 16 september 2024 - 19 december 2024 | 245 - 300    | 56     |
| 6       | 27 januari 2025 - heden              | 301 -        | TBA    |

Daarnaast werden er twee specials genaamd 'De Slimste Tafel' uitgezonden, op 21 december 2023 en op 19 december 2024.

## Toekomst
In november 2024 werd bekendgemaakt dat Tine Embrechts de presentatie van het programma vanaf 14 april 2025 voor 3 weken zal overnemen. Het programma zal dan van naam veranderen naar De Tafel. Embrechts was eerder al tafelspringer in het programma. Op 5 mei neemt Verhulst weer de presentatie in handen.